# Francisco Carvajal
Francisco Sebastián Carvajal y Gual (San Francisco de Campeche, 9 de diciembre de 1870-Ciudad de México, 30 de septiembre de 1932), también llamado Francisco S. Carvajal, fue un político y abogado mexicano. Fue presidente de México, con carácter de interino, en 1914 tras la caída de la dictadura de Victoriano Huerta.

## Carrera política
Estudió en su ciudad natal y se fue a la Ciudad de México donde obtuvo la licenciatura en derecho. Ocupó puestos de alguna importancia en la administración porfirista, como fue ser magistrado de la Suprema Corte de Justicia. Antes de la firma de los tratados de paz, en su calidad de magistrado, acudió en mayo de 1911 a Ciudad Juárez para entrevistarse con Francisco I. Madero, jefe de la revolución mexicana. Del lado maderista, la solicitud concreta fue la dimisión del general Porfirio Díaz pero, como él no tenía facultades para decidir sobre el particular, su gestión fue infructuosa.
Durante el gobierno del general usurpador Victoriano Huerta continuó como ministro de la Suprema Corte de Justicia y secretario de Relaciones Exteriores; por eso, cuando Huerta renunció en 1914, recayó sobre él de manera interina la presidencia de México.

## Mandato presidencial
Su gobierno entró en tratos con los constitucionalistas triunfantes y nombró una comisión presidida por el general José Refugio Velasco, instituida en Teoloyucan, Estado de México, el 13 de agosto de 1914. Con los Tratados de Teoloyucan se licenciaba al ejército federal. El licenciado Carvajal marchó a los Estados Unidos y regresó al país en 1922 para dedicarse al ejercicio de su profesión. Murió en la Ciudad de México el 30 de septiembre de 1932.